# Acacia ficoides
Acacia ficoides är en ärtväxtart som beskrevs av Nikolaus Joseph von Jacquin. Acacia ficoides ingår i släktet akacior, och familjen ärtväxter. Inga underarter finns listade i Catalogue of Life.